# ツギハギ漂流作家
『ツギハギ漂流作家』（ツギハギひょうりゅうさっか）は、西公平による日本の漫画作品。週刊少年ジャンプ2006年10号から同年30号まで連載された。作品の題材として「作家」を取り扱っているが、内容は特殊能力を駆使したバトル漫画である。

## あらすじ
物語の舞台は、漂流録が全出版物の95パーセントを占める世界。その漂流録の神様と言われるフジワラ・ノ・フヒトの弟子を自称する漂流作家・吉備真備が、秘境を旅する冒険活劇。

## 登場人物
本作は日本史の人物と同名の者が多数登場するが、名前が同じなだけであり、本作品の内容と史実とは一切関係がない。

### ソガノ出版
吉備真備（きびの まきび）
本作の主人公。フジワラ・ノ・フヒトが最後に記した『幻の漂流録』を持っており、彼の弟子を自称する。漂流作家を志し、漂流録を書くため世界を旅している。ツギハギだらけの服を着ており、持ち物は傘とインク・紙・羽ペンだけである。非常時には傘を武器にして戦い、攻撃時の掛け声は「アンブレラァッッ!!」である。自身の初作品を書いてチヨルダ国ジンボータウンにやってきた。漂流録にかけては雄弁で自身の考えを持っているが、あまりにも空気が読めない上に口が悪く、しばしば不謹慎な発言をする。落とし物も多い。
ミツネ
チヨルダ国ジンボータウンにあるソガノ出版社の編集長。父の担当だったフジワラ・ノ・フヒトを尊敬しており、彼のような漂流作家をいつか育てたいと思っている。父の遺産であるフヒトが最後に記した幻の漂流録を宝にしている。編集部の部下としてムチマロとイモコがいる。
イモコ
ソガノ出版社の社員であり、髪型は七三分けで眼鏡をかけている。編集者適正試験に何度も落ちている。
ムチマロ
ソガノ出版社の社員であり、常にヘルメットを被っており鼻水を垂らしている。イモコとは違い、編集者免許をとる気はないらしい。
橘諸兄（たちばな もろえ）
吉備真備の担当編集者。元は大手の出版社で多くのベストセラーを生み出していたが、フジワラ・ノ・フヒトとの旅を境に漂流作家に厳しくなり、そのために会社を追われた。その後は数々の出版社を経てソガノ出版社に採用される。その厳しさにより、ことごとく新人作家を潰していたが、真備の力を認めて担当となった。

### 室町杯参加者
物部守屋（もののべ の もりや）
斑鳩出版の漂流作家で、作風は模範的なものが多い。腹黒い性格で、親切な態度で他人に取り入り、いざとなると手柄を持ち逃げする。
大伴継人（おおとも の つぐと）
将門出版の漂流作家で、命具は羽根である。若くしてスマッシュを使えるなど、期待の新人として名高いが、残忍な性格をしている。目的遂行のためなら、人を何人傷つけようとも気にしない。
木曽巴（きそ の ともえ）
天暦出版の漂流作家で新人No.2の少女であり、命具はモップである。「コエダメ」（声もかけられないくらいダメ）、「消費税」（納得できない）など、変な言葉を使う。諸兄に一目惚れしている。
大江和泉（おおえ の いずみ）
後白河出版の漂流作家でストイックな性格をしており、琵琶を命具としている。
犬上御田鍬（いぬがみ の みたすき）
隼土出版の漂流作家で、命具は骨である。ほかの人と言葉が被り、犬のような仕草をよくする。漂流作家としての腕前はまだ発展途上である。
伊勢（いせ）
隼土出版の関係者で、犬上の編集者を担当している。

### その他
フジワラ・ノ・フヒト
漂流録の神様と言われる作家。世界地図を何度も変えるほどの発見をしてきたが、現在は行方不明となっている。
渤海（ぼっかい）
漂流作家協会の重鎮だが、アウヤンプティーの森に自作した巨大なエロオブジェを隠すために20数名の漂流作家を殺害した。その所行は吉備真備達に知られることとなったが、真備と諸兄がそのことを書かなかったため、お咎めなどは受けていない。好きな言葉は「ぼっこり」である。
阿弖流為（アテルイ）
地底人の作った生物で、簡単にスマッシュを打てる。
源信（みなもと の まこと）
天暦出版新人No.1の実力を持つ漂流作家だが、生きてる島で継人と戦い、重傷を負う。
仁義 主肝（じんぎ すかん）
家族の敵を追うためにやって来た漂流作家。名古屋弁で喋る。

## 世界観
漂流作家
まだ解明されていない場所や物、生物など様々な研究素材を自らの冒険によって掴み、漂流録という本に書き表す職業のこと。漂流作家は編集者と共に世界中を旅する。
漂流録
漂流作家が出版した著書のことで、彼らが世界を旅した末に目にしてきた物事が記述されている。
編集者
漂流作家と手を組み、漂流作家の見つけた発見素材の虚実を立証する職業。
命具
漂流作家の武器であり、簡単にいえば個人の能力に著しく適合する道具のことである。
- ヒット

命具の攻撃技の1つ。ある程度の上級クラスの攻撃とされている。橘諸兄や犬上御田鍬などが使用する。
- スマッシュ

命具の攻撃技の1つ。とても高度な攻撃で、打てる者はほとんどいない。フジワラ・ノ・フヒトや吉備真備などが使用する。
地理
世界全体は膨大な面積を誇り、現時点で完成している世界地図も全体の何分の1なのか見当も付いていない。
- アウヤンプティーの森

本州ほどの広さの森。新種の生物の発見が絶えないため、新人作家の腕試しに使われることが多い。この森の謎を解くために森に進入した漂流作家が何人も殺害されている。
- 人食い島

海岸に突如現れた新島。その正体は巨大な生物であり、上陸した生き物を胃液で溶かし吸収していた。
- エゾの洞窟

毎年室町杯の会場となる洞窟。奥には、地底人の遺跡が隠されていた。

## 反響
週刊連載で1年未満で終了した本作だが、最終回での吉備真備の台詞「何が嫌いかより、何が好きかで自分を語れよ!!!」は名言として知られる。このシーンの真備は『ONE PIECE』のモンキー・D・ルフィと似ていることやルフィが言っているコラージュ画像が広まったことからルフィの台詞だと間違えられることがある。
2014年発売のゲーム『ジェイスターズ ビクトリーバーサス』では発売当初、ギャラリーで聴けるルフィのボイスで先述の真備と同じ台詞が収録されていた。理由は不明だが後のアップデートで別のボイスに差し替えられている。

## 単行本
- 西公平 『ツギハギ漂流作家』 集英社ジャンプ・コミックス、全3巻
  1. 「ツギハギロマン」2006年7月4日 ISBN 978-4-08-874133-8
  2. 「室町high!」2006年9月4日 ISBN 978-4-08-874255-7
  3. 「始まりと終わり」2006年11月2日 ISBN 978-4-08-874276-2